# Dipartimento di M'Bout
Il dipartimento di M'Bout è un dipartimento (moughataa) della regione di Gorgol in Mauritania con capoluogo M'Bout.
Il dipartimento comprende 9 comuni:
- Chelkhet Tiyab
- Diadjibine Gandéga
- Edbaye Ehl Guelaye
- Foum Gleita
- Lahrach
- M'Bout
- Souve
- Terguent Ehl Moulaye Ely
- Tikobra